# Vita Leobae
Die Vita Leobae abbatissae Biscofesheimensis ist die von Rudolf von Fulda im Zeitraum zwischen 836 und 838 verfasste Heiligenvita der heiligen Lioba (* um 700/710 in Wessex, England; † 28. September 782 in Schornsheim).

## Entstehung
Der Autor Rudolf von Fulda schrieb sie im Kloster Fulda im Auftrag des Fuldaer Abtes Hrabanus Maurus etwa 50 Jahre nach dem Tod der Heiligen. Ihm standen dafür Notizen mehrerer vorangegangener Versuche zur Verfügung, die Heiligenvita zu verfassen. Diese Vorgänger seien vertrauenswürdiger Männer gewesen, die ihr Wissen wiederum durch Erzählungen von vier Schülerinnen der Lioba, den Nonnen Agatha, Thecla, Nana und Eolibe gewonnen hätten. Insbesondere beruft er sich auf Notizzettel eines Mönchs namens Mago, der das Projekt einer Vita der heiligen Lioba vor seinem plötzlichen Tod aber nicht mehr beenden konnte.
Der Zeitraum der Entstehung der Vita Leobae ist zwischen 836 und 838 anzusetzen: Die Translatio der Gebeine der Heiligen in die Kirche St. Peter auf dem Petersberg bei Fulda, die nicht vor 836, aber spätestens 838 stattfand, erwähnt der Autor nicht, benennt aber als Zeugen des letzten in der Vita geschilderten Wunders einen alten Mönch, Firmadus, der 836 starb.

## Tradierung
Das Original-Manuskript des Rudolf von Fulda ging im Dreißigjährigen Krieg verloren. Jedoch sind eine Reihe von Abschriften erhalten:
1. Bayerische Staatsbibliothek München. Signatur: Clm 18897, die vermutlich älteste der erhaltenen Abschriften. Entstanden ist sie im 12. Jahrhundert im Kloster Tegernsee.[4]
2. Bayerische Staatsbibliothek München. Signatur: Clm 4608. Sammelhandschrift verschiedener Heiligenviten. Entstanden ist die Abschrift der Heiligenvita der Lioba im 12. Jahrhundert im Kloster Benediktbeuern.[5]
3. Bayerische Staatsbibliothek München. Signatur: Clm 22245. . Sammelhandschrift verschiedener Heiligenviten. Entstanden ist die Vitae der Heiligen Lioba im 12. Jahrhundert im Kloster Windberg. Die Kapitel 1–11 beruhen auf dem Codex Bayerische Staatsbibliothek München. Signatur: Clm 18897.[6]
4. Bayerische Staatsbibliothek München. Signatur: Clm 11321, 101r-120r. [Enthält als einzige den vorangestellten Widmungsbrief an die Nonne Hadamuta].[7]
5. „Brüsseler Codex 206“. Die Vita der Lioba ist hier zusammen mit anderen Heiligenviten im 13. Jahrhundert aufgezeichnet worden.[8]
6. „Codex 102“ der Dombibliothek Trier[9] stammt vom Ende des 12. Oder Anfang des 13. Jahrhunderts und nutzt wohl die gleiche Quelle wie der „Brüsseler Codex 206“.[10]
7. „Wiener Codex 339“. Eine Sammlung von Frauen-Viten (Lioba: Teil 25), geschrieben im 13. Jahrhundert.[11]
8. „Würzburger Codex“. Beendet am 25. Oktober 1417[12]
9. „Erlanger Codex 321“ (früher: Nr. 268) = Buch der heiligen Maria zu Halisbrunn aus dem 12. oder zu Beginn des 13. Jahrhunderts im Kloster Heilsbronn entstanden. Die Vita der Heiligen Lioba ist eingeschlossen, allerdings die Vorrede und die Kap. 2–5 sind weggelassen.[13]
10. „Andreas von Bamberg, der dem großen Werk des Benediktinerordens über heilige Männer und Frauen auch Liobas Vita einfügt“ und dabei auf den „Würzburger Codex“ und den „Erlanger Codex 321“ zurückgreife.[14]
11. „Codex Heiligenkreuz“ aus dem 12. Jahrhundert.[15]
12. Codex des 13. Jahrhunderts aus dem Zisterzienserinnen Stift Lilienfeld, eine Tochtergründung des Stifts Heiligenkreuz.[16]
13. „Codex Melkicensis“ aus dem Benediktinerstift Melk.[17]
14. „Codex Köln“ aus dem 14. Jahrhundert.[18]
15. „Codex im Britischen Museum“, London, von 1464.[19]
16. „Codex Wolfenbüttel“ Nr. 322 aus dem 15. Jahrhundert.[20]
17. „Codex Blaubeuren“.[21]
18. „Andreas Lang: Lebensbeschreibung der hl. Lioba“. In: „Verzeichnis der Heiligen des Benediktinerordens“. [Handschrift] um 1500.[22]

Erstmals gedruckt wurde die Vita der Heiligen 1574 von Laurentius Surius.

## Inhalt
- Vorrede Rudolfs von Fulda an die Nonne Hadamout
- Kapitel 1, Prolog: Auftrag und Quellen zu dem Werk
- Kapitel 2–5: Das Benediktiner-Kloster Wimborne[24] und dessen Äbtissin Tetta, wo Lioba erzogen wurde.
  - Kapitel 2: Die Disziplin des Klosters Wimborne
  - Kapitel 3: Äbtissin Tetta
  - Kapitel 4: Wundergeschichte zur Äbtissin Tetta – Das abgesenkte Grab
  - Kapitel 5: Wundergeschichte zur Äbtissin Tetta – Die verlorenen Schlüssel
- Kapitel 6–8: Jugend der Lioba
  - Kapitel 6: Herkunft und wundersame Geburt der Lioba
  - Kapitel 7: Erziehung Liobas im Kloster Wimborne
  - Kapitel 8: Der Traum vom roten Faden – die Vorhersage ihres Missionsauftrags
- Kapitel 9–21: Die Missionsarbeit
  - Kapitel 9–11: Voraussetzungen
    - Kapitel 9: Die Missionsarbeit des heiligen Bonifatius in „Germanien“.
    - Kapitel 10: Der heilige Bonifatius beruft Lioba zur Mitarbeit.
    - Kapitel 11: Bonifatius setzt Lioba als Äbtissin des Klosters Tauberbischofsheim ein.

  - Kapitel 12–16: Vier Wundergeschichten
    - Kapitel 12: Lioba rettet den guten Ruf des Klosters, nachdem Einwohner von Tauberbischofsheim die Leiche eines Neugeborenen in dem Bach gefunden haben, der durch das Kloster floss.
    - Kapitel 13: Lioba rettet das Kloster und einen Teil Tauberbischofsheims bei einem Großbrand durch von Bonifatius geweihtes Salz.
    - Kapitel 14: Lioba stillt einen Gewittersturm.
    - Kapitel 15: Lioba heilt eine todkranke Nonne.
    - Kapitel 16: Das segensreiche Ergebnis des Wirkens der Lioba

  - Kapitel 17–21: Die Zeit nach Bonifatius
    - Kapitel 17: Bonifatius ordnet seinen Nachlass und beauftragt Lioba mit seiner Nachfolge in der Mission durch Investitur mit seinem Mönchsgewand und bestimmt, dass sie nach ihrem Tod in seinem Grab bestattet werden soll.
    - Kapitel 18: Wirken der Lioba nach Bonifatius‘ Tod
    - Kapitel 19: Lioba betet an Bonifatius‘ Grab, ordnet den eigenen Nachlass und zieht sich nach Schornsheim zurück.
    - Kapitel 20: Letzter Besuch von Lioba bei Königin Hildegard
    - Kapitel 21: Tod der heiligen Lioba, Begräbnis in Fulda
- Kapitel 22–23: Wirken der heiligen Lioba nach ihrem Tod
  - Kapitel 22: Das Wunder des eisernen Rings
  - Kapitel 23: Die Heilung des nervenkranken Spaniers

## Wertung
Die Vita einer Heiligen dient dazu, sie in der Zeit, für die die Vita geschrieben wird, ins rechte, heilige Licht zu setzen. Rudolf von Fulda und sein Auftraggeber Hrabanus Maurus standen deshalb vor einem Problem: Zum einen hatten sich die theologischen und kirchenpolitischen Ansichten in den 50 Jahren seit dem Tod der Heiligen geändert. Der von Lioba vertretene und auch selbst gelebte relativ „emanzipatorische“ Ansatz für eine – auch aktive – Rolle von Frauen in der Kirche war durch die androzentrischeren römischen Ansichten ersetzt worden. Weiter war durch den Umgang mit den sterblichen Überresten der Heiligen gegen den Willen des Bonifatius verstoßen worden: Sie war nicht in seinem Grab beigesetzt worden. Diese Abweichungen im Rahmen der Heiligenvita zu korrigieren, waren aber Grenzen gesetzt. Die Ereignisse lagen noch nicht so weit zurück, dass es nicht lebendige Traditionsstränge gegeben hätte, die die Ereignisse bezeugt hätten. Insofern gibt es in der Heiligenvita der Lioba drei Zeitschichten, für die eine Re-Interpretation unterschiedlich schwierig war:
1. Die Zeit in England,
2. Liobas Wirken und Tod im Fränkischen Reich,
3. ihr Wirken nach ihrem Tod.

### Die Zeit in England
Für die Zeit in England gab es für Zeitgenossen des Rudolf von Fulda praktisch keine authentischen Quellen außer der bestehenden mündlichen Tradition zum Leben der heiligen Lioba. Hier bot sich der größte Spielraum für interpretatorische Eingriffe. Rudolf von Fulda nutzt das, indem er zum einen gleich zu Beginn der inhaltlichen Erzählung den ersten Abschnitt darauf verwendet, die strenge benediktische Disziplin des Klosters Wimborne zu beschreiben, in dem Lioba erzogen wurde. Die folgenden Kapitel 3–5 untermauern das, indem sie auf Lioba nicht weiter eingehen, sondern das disziplinierte Leben unter ihrer Äbtissin im Kloster Wimborne schildern.
Diese Schilderung ist völlig ahistorisch und dient offensichtlich nur dazu, aus Lioba posthum eine vorbildliche Benediktinerin im Sinne einer Auffassung zu machen, die 50 Jahre nach ihrem Tod herrschte. Wimborne war ein Doppelkloster. Doppelklöster waren Anlagen, die – in getrennten Klausuren – ein Frauen- und ein Männerkloster unter der Leitung einer Äbtissin vereinigten. Dies war eine spezielle Form monastischen Lebens in der irisch-angelsächsischen Kirche des Frühmittelalters – undenkbar in den 830er Jahren im festländischen Europa.
Aus dieser frühen Zeit des Lebens der Lioba gibt es kaum von der Biografie des Rudolf von Fulda unabhängige Quellen zum Leben der heiligen Lioba. Ältestes davon unabhängiges Zeugnis ist ein in Abschrift erhaltener Brief der Lioba an Bonifatius im Vorfeld ihrer Berufung in den Missionsauftrag auf dem europäischen Festland.

### Liobas Wirken und Tod im Fränkischen Reich
Für die Zeit ihres Wirkens im Fränkischen Reich gab es dagegen eine lebhafte mündliche Tradition, getragen von Schülerinnen, unmittelbaren und mittelbaren Zeitzeugen. Aus ihnen speisen sich die faktischen Inhalte der Erzählung zu ihrem Leben, die Kapitel 9–21. Hier werden sowohl historische Fakten als auch überhöhte Interpretationen solcher Fakten („Wundergeschichten“) wiedergegeben – wobei die Wundergeschichten für Zeitgenossen völlig gleichberechtigte Realitäten waren.
Diese Berichte müssen deshalb im Kern alle zutreffen. Hier blieb der Interpretationsspielraum des Rudolf von Fulda begrenzt. Er beschränkte sich darauf, die Realität im Sinne seines Anliegens zu überhöhen – oder ganz wegzulassen. Dass er bei seinem Bericht eine Auswahl traf und mehr Quellen zur Verfügung hatte, gibt er selbst an. Zwischen zwei Textblöcken, die den historischen Rahmen berichten (Kap. 9–11: Ausgangssituation und Einsetzung der Lioba durch Bonifatius, und Kap. 17–21: Zeit nach Bonifatius′ Tod) platziert er vier Wundergeschichten, die das segensreiche Wirken der Lioba darstellen:
- Lioba rettet den guten Ruf des Klosters, nachdem Einwohner von Tauberbischofsheim die Leiche eines Neugeborenen in dem Bach gefunden haben, der durch das Kloster floss. Die Einwohner von Tauberbischofsheim sind nicht nur empört über die scheinbare Scheinheiligkeit der Nonnen, sondern auch darüber, dass sie mit der Leiche anscheinend das Trinkwasser vergiftet haben (Kap. 12).
- Lioba rettet das Kloster und einen Teil Tauberbischofsheims bei einem Großbrand durch von Bonifatius geweihtes Salz (Kap. 13).
- Lioba stillt einen Gewittersturm (Kap. 14).
- Lioba heilt eine todkranke Nonne, die schon unter ein Leichentuch gelegt, also zur Beerdigung vorbereitet wurde (Kap. 15).

In dieser Auswahl spiegelt Rudolf von Fulda auch die Macht der Heiligen, die Vier Elemente zu bannen:
- Wasser: Bedrohung durch vergiftetes Wasser.
- Feuer: Bedrohung durch den Großbrand.
- Luft: Bedrohung durch den Gewittersturm.
- Erde: Bedrohung durch den Tod.

Nicht weglassen konnte Rudolf von Fulda die Geschichte der Einsetzung von Lioba als eine der Nachfolgerinnen des Bonifatius: Dazu gab es zu viele Zeugen, dazu war der Akt viel zu aufsehenerregend. Also schildert er das Ereignis, auch wenn es ihm und seinem Auftraggeber so gar nicht ins Konzept passt. Bevor Bonifatius 754 zu seiner letzten Reise nach Friesland aufbrach, bei der er ermordet wurde, sammelte er seine Mitarbeiter um sich und ordnete seine Nachfolge: Sturmi war bereits früher zum Abt des Klosters Fulda eingesetzt worden. Lullus sollte Erzbischof von Mainz werden und Lioba wurde mit der Weiterführung des Missionswerks betraut. Dafür investierte Bonifatius Lioba mit seinem Mönchsgewand und bestimmte, dass sie nach ihrem Tod in seinem Grab im Kloster Fulda beigesetzt werden solle. Er vertraute sie dem Schutz des Bischofs Lul und dem der führenden Mönche des Klosters Fulda an. Nach dem Tod des Bonifatius kam es aber zu einer heftigen Auseinandersetzung zwischen Erzbischof Lul und Sturmius über die Frage, ob das Kloster Fulda dem Bischof unterstand oder exemt war. Diesen Kampf gewann letztendlich der Bischof. Wo Lioba in diesem Streit stand, ist aus den Quellen – auch der Biografie des Rudolf von Fulda – nicht zu erschließen. Allerdings wurde ihr kirchenpolitischer Ansatz, Frauen aktiv in die Mission und in die kirchliche Arbeit einzubeziehen, zunehmend durch die von Rom vorgegebene Theologie und das von Männern dominierte Feld obsolet. Der theologisch-kirchenpolitische Ansatz von Lioba wurde also zunehmend zum Störfaktor.
Rudolf von Fulda reagiert darauf zum einen mit der Legende eines strengen benediktinischen Lebens der Lioba in ihrer Jugend im Kloster Wimborne, zum anderen mit einer entsprechend zurechtgeschriebenen Schilderung des Klosterlebens in Tauberbischofsheim.
Für diese Zeit gibt es einige von der Heiligenvita unabhängige Dokumente, die die von Rudolf von Fulda geschilderten Fakten stützen.

### Wirkung nach Liobas Tod
Bei der Beerdigung von Lioba missachtete Abt Baugulf von Fulda den ausdrücklichen Wunsch von Bonifatius, dass Lioba in sein Grab gelegt werde. Dass hier ein Gebot des Bonifatius missachtet wurde, war offensichtlich allgemein bekannt und Rudolf von Fulda konnte nicht umhin, davon zu berichten. Er begründet das – völlig unglaubwürdig – damit, dass aus Respekt vor Bonifatius angeblich nicht gewagt wurde, dessen Grab zu öffnen. Auch kurz vor Abschluss seines Berichts kommt er noch einmal auf die Peinlichkeit zurück und betont, dass beide – Bonifatius und Lioba –, wenn auch nicht im selben Grab, so doch am gleichen Ort beerdigt seien.
Für die Wirkung Liobas nach ihrem Tod gab es zahlreiche noch lebende Augenzeugen, so dass die Möglichkeiten, hier redaktionell in das tatsächliche Geschehen einzugreifen, gering waren. Das hat zur Folge, dass die Zahl der berichteten Wunder auf zwei sinkt. Die dazu geschilderten Details dürften allerdings sehr nahe an der Realität liegen. Zum einen berichtet Rudolf von Fulda, wie ein eiserner Ring, der den Arm eines Mannes umschloss, sich löste, als er am Grab der heiligen Lioba betete. Zum anderen berichtet Rudolf von Fulda von einem spanischen Pilger, der ein Nervenleiden hatte – er zitterte unentwegt. Als er an den Gräbern der Heiligen Bonifatius und Lioba betete, erschienen sie ihm und er wurde geheilt. Zeuge des Geschehens war ein alter Mönch namens Firmadus, der den Pilger dazu befragte. Dieser berichtete, dass ein alter Bischof und eine junge Nonne gemeinsam die Heilung bewirkt hätten. Firmadus starb 836. Das Geschehen fand also wohl kurz zuvor und damit auch nur wenige Jahre vor dem Zeitpunkt statt, zu dem es Rudolf von Fulda aufschrieb.
Rudolf von Fulda kann so nicht umhin, einerseits berichten zu müssen, dass die von Bonifatius gewünschte gemeinsame Grablege mit Lioba von seinem Nachfolger verhindert wurde, andererseits aber beide Heilige gleichwohl in trauter Gemeinsamkeit Wunder vollbrachten – ein kaum aufzuhebender Widerspruch. Das weist deutlich darauf hin, dass die getrennte Grablege ein politischer Akt war, der die inzwischen als unkonventionell erachtete Lebensweise und Haltung der heiligen Lioba nicht durch eine gemeinsame Bestattung aufwerten sollte, dass aber andererseits Lioba mit ihren Handlungen und ihrer Haltung zur Stellung der Frau – auch in der Kirche – viel näher an den Realitäten in der heimischen Bevölkerung lag als die aus Rom importierten Ansichten. Dies machte ihre Verehrung attraktiv – besonders für Frauen. Diese Verehrung setzte dann auch schon kurz nach ihrem Tod ein.